# Мордвиновка (усадьба)
Уса́дьба Мордви́новых — бывшая усадьба на Петергофской дороге под Санкт-Петербургом, в 1822—1917 годах принадлежавшая графскому роду Мордвиновых. С востока к усадьбе прилегает исторический район Мордвиновка (Ораниенбаумская колония), возникший в 1812 году в результате переселения сюда четырёх немецких семей. С запада прилегает исторический район Мартышкино и одноимённый мемориал. С севера усадьба ограничена Финским заливом, с юга — Балтийской железной дорогой.

## Владельцы
- царевич Алексей Петрович (?—1718)[2]
- великий князь Петр Алексеевич, будущий император Петр Второй[2]
- Александр Иванович Румянцев[2]
- д.т.с. П. С. Сумароков (конец 1740-х гг. – 1751)[3]
- граф Р. И. Воронцов (1751—1783)[2]
- Екатерина Романовна Дашкова[2]
- адмирал Е. М. Лупандин (?—1822)[4]
- граф Н. С. Мордвинов (1822—1845)[4]
- графиня Н. Н. Мордвинова (1845—1882)
- граф А. Н. Мордвинов (1845—1858)
- граф А. А. Мордвинов-старший (1858—1891)
- граф А. А. Мордвинов-младший (1891—1917)

## История
До середины XVIII века эта земля оставалась неосвоенной, многократно переходя из рук в руки разных владельцев.

### Усадьба Воронцовых
В 1751 году имение приобретает Роман Илларионович Воронцов, брат более известного Михаила Илларионовича Воронцова. Его владение состояло из жилого дома с несколькими отдельно стоящими флигелями и службами с оранжереями, и большого сада. На нижней прибрежной террасе располагался пруд, который сохранился до наших дней (к северу от Ораниенбаумского шоссе). Летом 1761 года на даче своего отца поселилась Екатерина Романовна. В своих «Записках» она сообщала, что будущая Екатерина II, а в то время ещё великая княгиня:

На обратном пути из Петергофа [в Ораниенбаум] останавливалась у нашего дома, приглашала меня в свою карету и увозила к себе; я с ней проводила остаток вечера.
Пётр Фёдорович со своими приближёнными навещал Романа Илларионовича на его даче даже в зимой:

16 января 1761 года у Великого Князя болит горло. Обедал в своей комнате [в Ораниенбауме] с четырьмя избранными. Несмотря на то, вечером отправились на ферму графа Романа Ларионовича играть и ужинать. Возвратились в полночь.
 Бывал он здесь и в бытность императором. 24 июня 1762 года, то есть за четыре дня до дворцового переворота, был накрыт «малый стол» на 16 особ в крепости Петерштадт в Ораниенбауме, где обедали графиня Елизавета Романовна Воронцова, графиня Брюс, генерал-майор Измаилов, князь Иван Федорович Голицын, генерал-адъютант Гудович, Штелин и другие:

Вечером все общество отправилось ужинать на дачу графа Романа Илларионовича Воронцова.

### Усадьба Мордвиновых
Картины И. И. Шишкина
В 1822 году адмирал Ефим Максимович Лупандин продал свою усадьбу адмиралу Николаю Семёновичу Мордвинову. Его потомки владели ей вплоть до 1917 года.
Новые владельцы продолжали использовать деревянные жилые дома и флигели старых хозяев. Эта дача, в отличие от «ближней» Мордвиновки называлась «дальней». Во второй половине XIX-начале XX века строятся каменные хозяйственные постройки: кухонный флигель, погреба, оранжерея, арочный мостик, водоподъёмная машина, кирпично-бетонная водонапорная башня в стиле модерн.

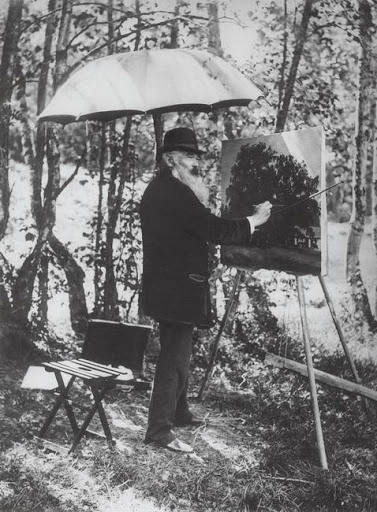
Иван Шишкин во время написания картины «Мордвиновские дубы». Фотография сделана летом 1891 года Анной Александровной Имеретинской

Летом 1891 года Иван Иванович Шишкин создал здесь четыре своих полотна: «Мордвиновские дубы», «Группа дубов на даче графини Мордвиновой», «В лесу графини Мордвиновой» и «Лес. Мордвиново». Графиня Надежда Николаевна Мордвинова так писала о дубах в своих мемуарах: 

Неизвѣстно кѣмъ они были посажены, но вѣроятно, еще при Петрѣ Великомъ, а можетъ быть и ранѣе.
В 1890-е годы усадьба расширилась за счёт покупки дачи Ламздорфов.

### После революции
В период между Февральской и Октябрьской революциями, усадьба несколько раз подвергалась ограблениям революционно настроенными солдатами.
В 1918 году здесь расположилась детская колония.
Несмотря на то, что территория усадьбы не была оккупирована немецко-фашистскими захватчиками в годы Великой Отечественной войны, она находилась на передовой линии обороны Ораниенбаумского плацдарма и понесла серьёзные разрушения. Сохранились только парк с четырьмя прудами, каменные оранжерея и водонапорная башня (оба здания в аварийном состоянии). Архитектурных чертежей усадьбы не осталось.